# Gigi Sabani
Luigi Sabani, detto Gigi (Roma, 5 ottobre 1952 – Roma, 4 settembre 2007), è stato un imitatore, conduttore televisivo e cantante italiano.

## Biografia
Figlio di Fernando, cameriere, e di Liliana Bruni, una casalinga, già all'età di 5 anni dimostra le sue qualità di imitatore, riproducendo il rumore delle vetture articolate che percorrevano la "circolare rossa", una linea tramviaria che all'epoca faceva il giro della città di Roma. Successivamente inizia a imitare compagni e professori di scuola.

### Gli esordi
Proprio per queste qualità, nel 1973 partecipa a La Corrida, trasmissione radiofonica di Corrado, dove si esibisce nelle imitazioni di Gianni Morandi, Mino Reitano e Claudio Baglioni. Successivamente inizia la sua carriera in televisione alla fine degli anni settanta, sempre come imitatore.

### I successi televisivi

Da sinistra: Sabani con Ramona Dell'Abate e Valerio Merola in Chi tiriamo in ballo? (1986)

Nel 1980 partecipa a Domenica in, varietà condotto da Pippo Baudo, mentre tra il 1981 e il 1982 partecipa a due edizioni di Fantastico e conduce Premiatissima. Proprio in quest'ultimo programma esibisce anche le sue qualità canore, interpretando A me mi torna in mente una canzone che verrà incisa nel 1983. Nel triennio 1983-1986 presenta in prima serata su Italia 1 uno storico quiz delle reti Mediaset, Ok, il prezzo è giusto!, con il quale si aggiudica due Telegatti, mentre nella stagione 1985-1986 è nel cast di Buona Domenica.
Nella stagione 1986-1987 torna a lavorare in Rai dove gli viene affidata la conduzione, insieme a Valerio Merola e Ramona Dell'Abate, di Chi tiriamo in ballo?, programma della domenica pomeriggio di Rai 2 che proseguirà anche in quella successiva. Nel 1989 torna nel campo della musica partecipando al Festival di Sanremo con la canzone La fine del mondo, scritta per lui da Toto Cutugno. Arriverà penultimo ma divertirà il pubblico eseguendola nell'ultima sera imitando una serie di personaggi. L'anno successivo conduce Stasera mi butto, programma estivo della seconda rete Rai. Dopo una brevissima assenza dagli schermi torna alla conduzione nel gennaio del 1991, venendo scelto per sostituire il cast di Domenica in che aveva ottenuto ascolti molto bassi nei primi mesi della stagione.
Nella stagione 1991-1992 conduce il programma del mezzogiorno Piacere Raiuno insieme con Toto Cutugno e le giornaliste Danila Bonito ed Elisabetta Gardini: in questa trasmissione compaiono le Gige di Gigi e le Tate di Toto. L'estate del 1992 lo vede nuovamente protagonista con la conduzione di Un biglietto per... la canzone del secolo, concorso canoro legato alla lotteria Italia. Successivamente conduce altri programmi, come Ci siamo!?! su Rai Uno, e Il grande gioco dell'oca su Rai 2. Nel 1994 partecipa come ospite in tre brani nell'ultimo disco di inediti del gruppo degli Squallor, dal titolo Cambiamento. Tornato nello stesso anno in Fininvest, condurrà Re per una notte su Italia 1, antesignano dei Momenti di gloria di Mike Bongiorno.

### Vicende giudiziarie
Nell'estate del 1996, insieme a Valerio Merola, Sabani viene coinvolto nella vicenda giudiziaria legata alla corruzione nel mondo dello spettacolo, simile alla più recente Vallettopoli, nata dalle dichiarazioni di alcune soubrette. Sabani è accusato di induzione alla prostituzione ma viene scagionato e risarcito per i 13 giorni di detenzione trascorsi agli arresti domiciliari: ciò nonostante, questa vicenda sembra averlo pesantemente danneggiato umanamente e artisticamente, e negli anni successivi fatica a tornare, specie in televisione, ai suoi livelli abituali, tanto da ricordare quell'esperienza negli anni successivi con la frase "è come morire ad occhi aperti".
Il 1997 è comunque per lui un anno particolarmente impegnativo, poiché è alla conduzione di Ballo, amore e... fantasia con Iva Zanicchi ed esordisce nel cinema con il film Gli inaffidabili di Jerry Calà, che però ha scarso successo nonostante il cast di personaggi famosi: questa rimane la sua unica esperienza come attore cinematografico. Nelle estati 1999 e 2000 conduce su Rai 1 Sette per uno e, sempre nel 1999, presenta sull'emittente regionale siciliana Telecolor il programma La grande sfida, insieme a Francesca Rettondini.
Nel 2000 e nel 2001 conduce La sai l'ultima? insieme a Natalia Estrada su Canale 5, dove sempre nell'estate del 2001 è al timone di un nuovo programma, Facce da quiz, insieme a Ellen Hidding e Alessia Mancini, mentre nella stagione 2002-2003 è nel cast di I fatti vostri su Rai 2. In seguito è ospite fisso di Maurizio Costanzo a Buona Domenica per due stagioni, per poi essere invitato a partecipare a singole puntate di altri programmi televisivi Rai e Mediaset, ultimo dei quali - nell'estate 2007 - Matinée su Rai 2, dove parla del programma definendolo uno dei pochi nel quale si può parlare senza il rischio di essere censurati: questa è stata infatti la sua ultima apparizione televisiva.

### La morte
Sabani muore improvvisamente all'età di 54 anni la sera del 4 settembre 2007, stroncato da un infarto, mentre si trovava a Roma a cena a casa della sorella Isabella: il medico di quest'ultima, che lo aveva visitato un'ora prima poiché aveva accusato un malore (dolore allo stomaco e formicolio a mani e collo), gli aveva diagnosticato solo uno stato di stress prescrivendo un antidolorifico. La sorella Isabella non ha mai rivelato il nome del medico, né lo ha denunciato. Raffaella Ponzo, ultima compagna di Sabani, sostiene che la sorella evitò di prendere iniziative contro il medico perché da questi minacciata.
I funerali si tennero a Roma il 6 settembre nella Chiesa degli artisti in piazza del Popolo. 
Pochi mesi prima della sua morte era scomparsa sua madre, la signora Liliana Bruni (3 ottobre 1921 - 10 giugno 2007). Le sue ceneri sono tumulate nel cimitero di Prima Porta, insieme a quelle della madre, nel colombario del padre Fernando (28 luglio 1912 - 6 agosto 1976).

## Vita privata
Ha avuto due figli: Simone, avuto dalla prima moglie Rita Imperi, e Gabriele, nato dall'ultima compagna Raffaella Ponzo. Quest'ultimo nacque successivamente alla sua morte.

## Personaggi imitati
- Riccardo Cocciante
- Adriano Celentano
- Al Bano
- Alberto Sordi
- Aldo Biscardi
- Alex Britti
- Amanda Lear
- Angelo Branduardi
- Antonio Lubrano
- Beppe Grillo
- Bettino Craxi
- Christian
- Ciriaco De Mita
- Claudio Baglioni
- Claudio Villa
- Corrado
- Domenico Modugno
- Enrico Montesano
- Enzo Tortora
- Enzo Bearzot
- Eros Ramazzotti
- Fabrizio Del Noce
- Fabrizio Frizzi
- Francesco Cossiga
- Franco Battiato
- Franco Califano
- Gianni Morandi
- Gigi e Andrea
- Giorgio Gaber
- Giovanni Minoli
- Giucas Casella
- Giulio Andreotti
- Jocelyn Hattab
- Julio Iglesias
- Lino Banfi
- Luca Barbareschi
- Luca Giurato
- Lucio Dalla
- Marco Pannella
- Mario Merola
- Maurizio Costanzo
- Michele Santoro
- Mike Bongiorno
- Mino Reitano
- Nada
- Nicola Arigliano
- Ornella Vanoni
- Padre Pio
- Paolo Villaggio
- Peppino di Capri
- Pier Ferdinando Casini
- Piero Angela
- Pippo Baudo
- Pippo Franco
- Pupo
- Renato Pozzetto
- Renato Zero
- Renzo Arbore
- Roberto Gervaso
- Raffaella Carrà
- Raimondo Vianello
- Romano Prodi
- Romina Power
- Sergio Endrigo
- Silvio Berlusconi
- Toto Cutugno
- Totò Riina
- Totò
- Umberto Bossi
- Vasco Rossi
- Paolo Valenti
- Peppino Gagliardi

## Televisione

Da destra: Sabani e Raffaella Bragazzi nella prima edizione di Ok, il prezzo è giusto! (1984)

- Domenica in (Rete 1, 1980-1981; Rai 1, 1990-1991)
- Fantastico (Rete 1, 1981-1982; Rai 1, 1983)
- Orrore: Sabani o della crisi di identità (Rete 3, 1982)
- Premiatissima (Canale 5, 1983-1984)
- Ok, il prezzo è giusto! (Italia 1, 1983-1986)
- Supersanremo (Italia 1, 1984)
- Buona Domenica (Canale 5, 1985-1986, 2004-2006)
- Chi tiriamo in ballo? (Rai 2, 1986-1988)
- Festival di Primavera (Italia 1, 1986)
- Mostra Internazionale di Musica Leggera (Rai 1, 1987)
- Stasera mi butto (Rai 2, 1990)[22]
- Un tesoro di Capodanno (Reti Rai unificate, 1990-1991)
- Quando calienta el sol (St. Vincent estate 91) (Rai 1, 1991)
- 1, 2, 3, buon anno! (Reti Rai unificate, 1991-1992)
- Festival di Castrocaro (Rai 1, 1991-1992; 1994-1995)
- Piacere Raiuno (Rai 1, 1991-1992)
- Un biglietto per... la canzone del secolo (Rai 1, 1992)
- Ci siamo!?! (Rai 1, 1992-1993)
- Il grande gioco dell'oca (Rai 2, 1993-1994)
- Stelle a quattro zampe (Canale 5, 1994)
- Bravissima (Italia 1, 1995)
- Un disco per l'estate (Canale 5, 1995)
- Re per una notte (Italia 1, 1995-1996)
  - Re per una notte VIP (Italia 1, 1995) 
  - Re per una notte Bambini (Italia 1, 1995)
- Serata Magica (Italia 1, 1996)
- Ballo, amore e...fantasia (Rete 4, 1997)
- Io, Napoli e tu (Rete 4, 1998)
- Ancora 1... e poi 2000 (Rai 2, 1998)
- Festival di Napoli (Rete 4, 1999)
- La grande sfida (Telecolor, 1999)
- Sette per uno (Rai 1, 1999-2000)
- Stelle del Mediterraneo (Rete 4, 2000)
- La sai l'ultima? (Canale 5, 2000-2001)
- Facce da quiz (Canale 5, 2001)
- I fatti vostri (Rai 2, 2002-2003)

## Filmografia
- Gli inaffidabili, regia di Jerry Calà (1997)

## Discografia parziale

### Discografia solista

#### Singoli
- 1983 – A me mi torna in mente una canzone / Cantate lo jodel (Baby Records, BR 50302, 7")
- 1985 – Canzone scema / Dai cantiamo canzone scema (Baby Records, BR 50346, 7")
- 1989 – La fine del mondo / La fine del mondo (con imitazioni) (CBS, CBS 654700 7, 7")

#### Album
- 1998 – Misto Fritto (Centotre, CNT 21082, ALBUM CD)

### Discografia con gli Squallor

#### Album
- 1994 – Cambia mento (Fado-Ricordi, CD)

## Riconoscimenti
- 1990 – Personalità Europea
- 1991 – Telegatto[23]
- 1993 – Premio Gino Tani per la televisione
- 2003 – Delfino d'oro alla carriera (Festival nazionale adriatica cabaret)